# Anykščiai (gemeente)
Anykščiai is een van de 60 Litouwse gemeenten, in het district Utena.
De hoofdplaats is de gelijknamige stad Anykščiai. De gemeente telt ongeveer 32.600 inwoners op een oppervlakte van 1765 km².

## Plaatsen in de gemeente
Plaatsen met inwonertal (2001):
- Anykščiai – 11958
- Svėdasai – 1002
- Kavarskas – 809
- Naujieji Elmininkai – 696
- Troškūnai – 525
- Kurkliai – 474
- Ažuožeriai – 452
- Debeikiai – 452
- Aknystos – 441
- Raguvėlė – 398
- Surdegis - 244
- Traupis - 229
- Skiemonys - 92